# Leonid Koshelev
Leonid Koshelev (in russo Леонид Александрович Кошелев?, Leonid Aleksandrovič Košelev; Tashkent, 20 dicembre 1979) è un ex calciatore uzbeko di origine russa, di ruolo centrocampista.

## Carriera

### Club
Ha giocato nella prima divisione uzbeka.

### Nazionale
Con la nazionale uzbeka ha partecipato ai Coppa d'Asia 2004.

## Statistiche

### Cronologia presenze e reti in nazionale
| Cronologia completa delle presenze e delle reti in nazionale ― Uzbekistan | Cronologia completa delle presenze e delle reti in nazionale ― Uzbekistan | Cronologia completa delle presenze e delle reti in nazionale ― Uzbekistan | Cronologia completa delle presenze e delle reti in nazionale ― Uzbekistan | Cronologia completa delle presenze e delle reti in nazionale ― Uzbekistan | Cronologia completa delle presenze e delle reti in nazionale ― Uzbekistan | Cronologia completa delle presenze e delle reti in nazionale ― Uzbekistan | Cronologia completa delle presenze e delle reti in nazionale ― Uzbekistan |
| Data                                                                      | Città                                                                     | In casa                                                                   | Risultato                                                                 | Ospiti                                                                    | Competizione                                                              | Reti                                                                      | Note                                                                      |
| ------------------------------------------------------------------------- | ------------------------------------------------------------------------- | ------------------------------------------------------------------------- | ------------------------------------------------------------------------- | ------------------------------------------------------------------------- | ------------------------------------------------------------------------- | ------------------------------------------------------------------------- | ------------------------------------------------------------------------- |
| 30-6-2001                                                                 | Kuala Lumpur                                                              | Bosnia ed Erzegovina                                                      | 1 – 2                                                                     | Uzbekistan                                                                | Pestabola Merdeka                                                         | 1                                                                         |                                                                           |
| 17-11-2003                                                                | Bangkok                                                                   | Uzbekistan                                                                | 4 – 1                                                                     | Tagikistan                                                                | Qual. Coppa d'Asia 2004                                                   | 1                                                                         |                                                                           |
| 21-11-2003                                                                | Bangkok                                                                   | Thailandia                                                                | 4 – 1                                                                     | Uzbekistan                                                                | Qual. Coppa d'Asia 2004                                                   | 1                                                                         |                                                                           |
| 31-3-2004                                                                 | Taipei                                                                    | Taipei cinese                                                             | 0 – 1                                                                     | Uzbekistan                                                                | Qual. Mondiali 2006                                                       | 1                                                                         |                                                                           |
| 17-11-2004                                                                | Tashkent                                                                  | Uzbekistan                                                                | 6 – 1                                                                     | Taipei cinese                                                             | Qual. Mondiali 2006                                                       | 1                                                                         |                                                                           |
| 15-11-2006                                                                | Tashkent                                                                  | Uzbekistan                                                                | 2 – 0                                                                     | Qatar                                                                     | Qual. Coppa d'Asia 2007                                                   | 1                                                                         |                                                                           |
| Totale                                                                    |                                                                           | Presenze                                                                  | 42                                                                        |                                                                           | Reti                                                                      | 6                                                                         |                                                                           |

## Palmarès

### Club
- Campionato uzbeko: 5

Paxtakor: 2002, 2003, 2004, 2005, 2007
- Coppa dell'Uzbekistan: 5

Navbahor Namangan: 1998
Paxtakor: 2001, 2002, 2003, 2004
- Coppa della CSI: 1

Paxtakor: 2007